# 瓦ヶ浜駅
瓦ヶ浜駅（かわらがはまえき）は、滋賀県大津市中庄一丁目にある、京阪電気鉄道石山坂本線の停留場。駅番号はOT05。

## 歴史
- 1914年（大正3年）1月17日：大津電車軌道別保駅（現・粟津駅）移設と同時に開業。
  - 開業以前は当停留場付近に別保駅が存在した。
- 1927年（昭和2年）1月21日：会社合併により琵琶湖鉄道汽船の停留場となる。
- 1929年（昭和4年）4月11日：会社合併により京阪電気鉄道石山坂本線の停留場となる。
- 1943年（昭和18年）10月1日：会社合併により京阪神急行電鉄（現・阪急電鉄）の停留場となる。
- 1944年（昭和19年）8月15日：一時休止。
- 1945年（昭和20年）12月1日：営業再開。
- 1949年（昭和24年）12月1日：会社分離により改めて京阪電気鉄道の停留場となる。

## 停留場構造
千鳥式配置の2面2線のホームを持つ地上駅。公道の踏切を挟んで東側に坂本方面行ホーム、西側に石山寺方面行ホームがある。いずれのホームも改札窓口がなく、直接ホームに入る形になっている。無人駅である。PiTaPa（ICOCA）利用時には専用のカードリーダーにかざして出入りする。

### のりば
| ホーム | 路線        | 方向 | 行先                           |
| ------ | ----------- | ---- | ------------------------------ |
| 東側   | ▼石山坂本線 | 下り | びわ湖浜大津・坂本比叡山口方面 |
| 西側   | ▼石山坂本線 | 上り | 石山寺方面                     |

- ホーム有効長は2両。のりば番号は設定されていない。

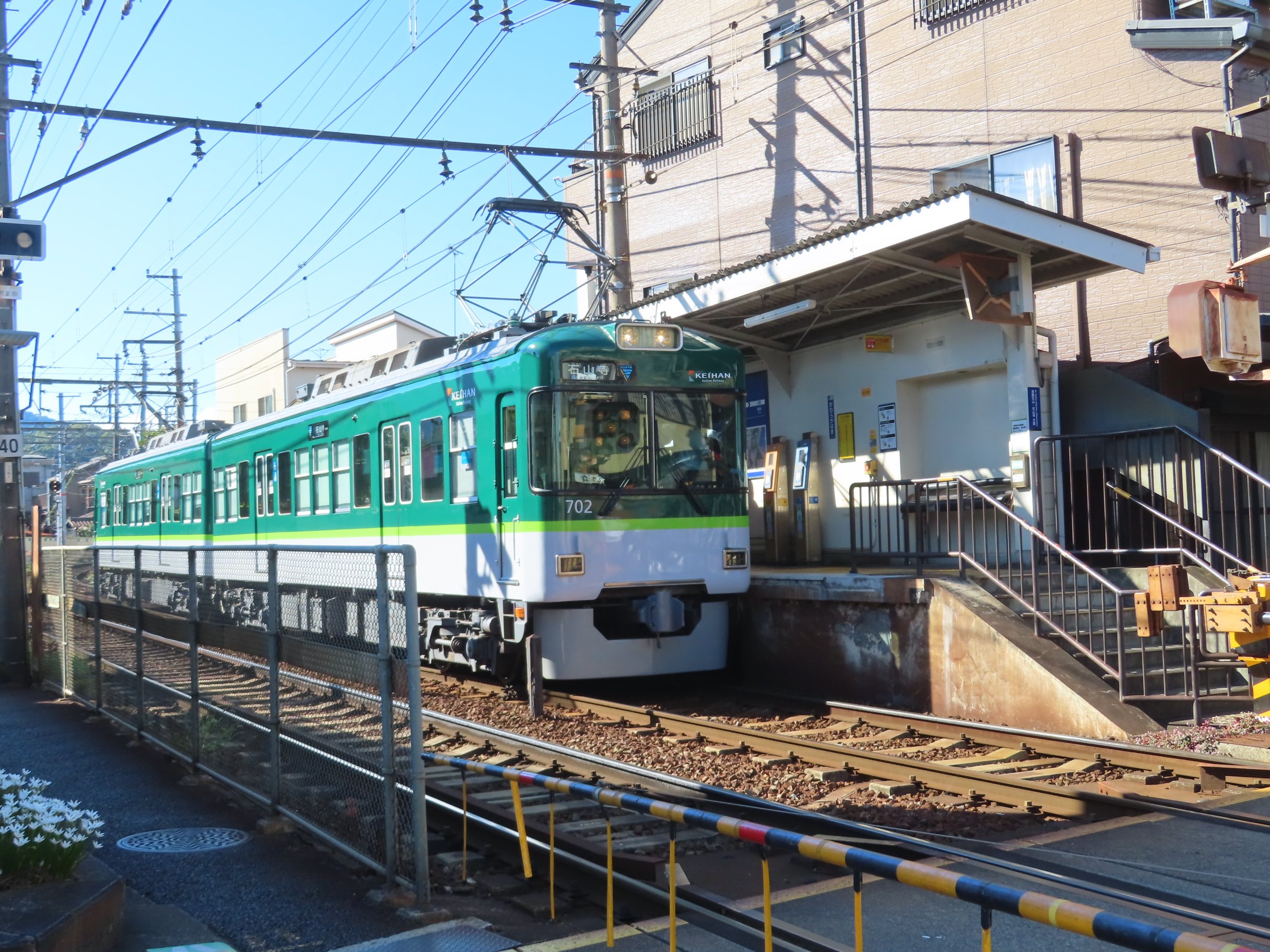
石山寺方面行ホーム（2024年10月）
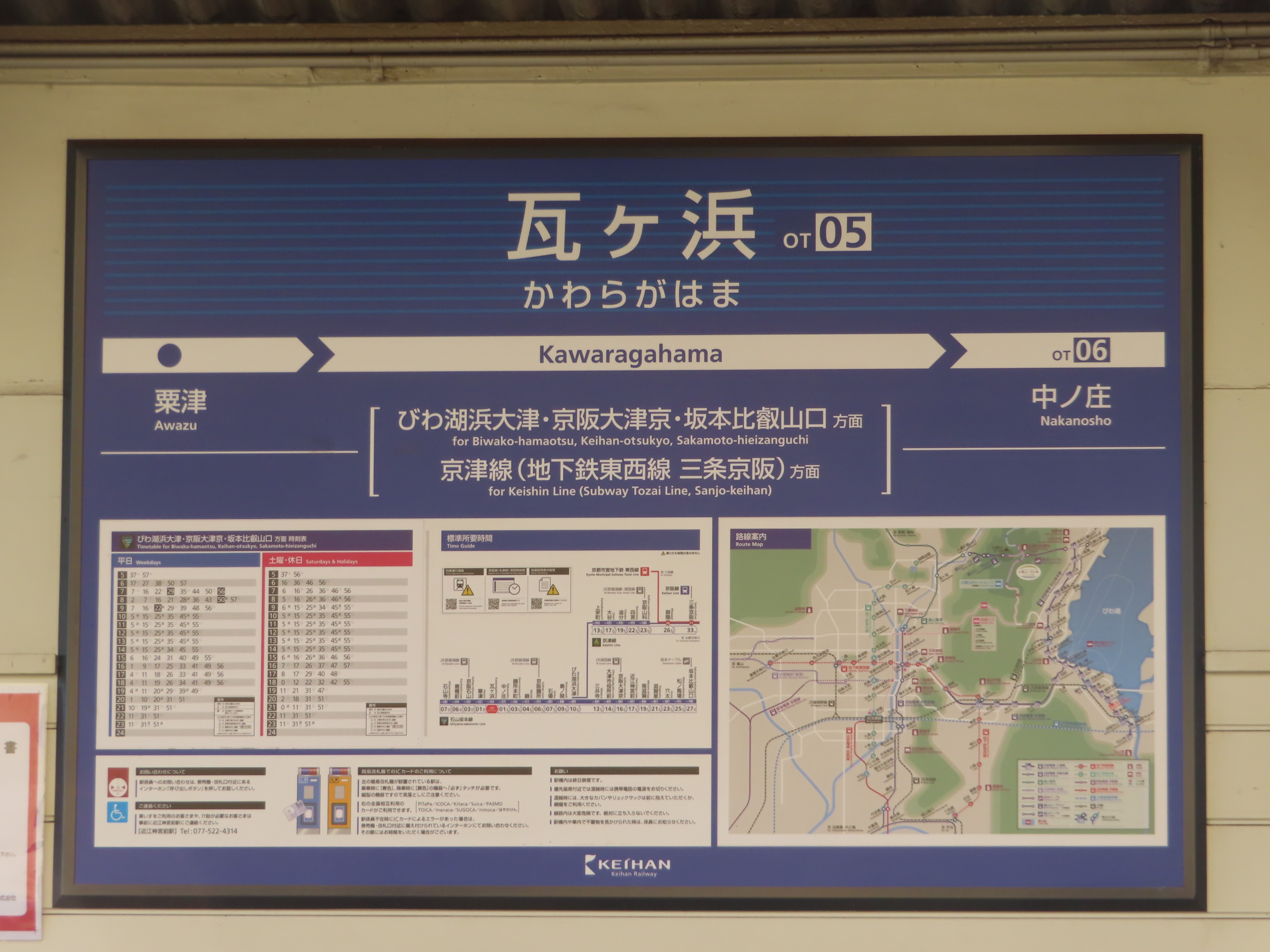
駅名標（2024年10月）

## 停留場周辺
- 大津中庄郵便局
- 琵琶湖中央病院
- 膳所焼美術館[4]
- 膳所藩資料館[5]
- 杉浦重剛旧宅
- 妙福寺
- 本多神社
  - 膳所藩主「本多俊次」らを祭る神社
- 若宮八幡神社
- 蘆花浅水荘（記恩寺）

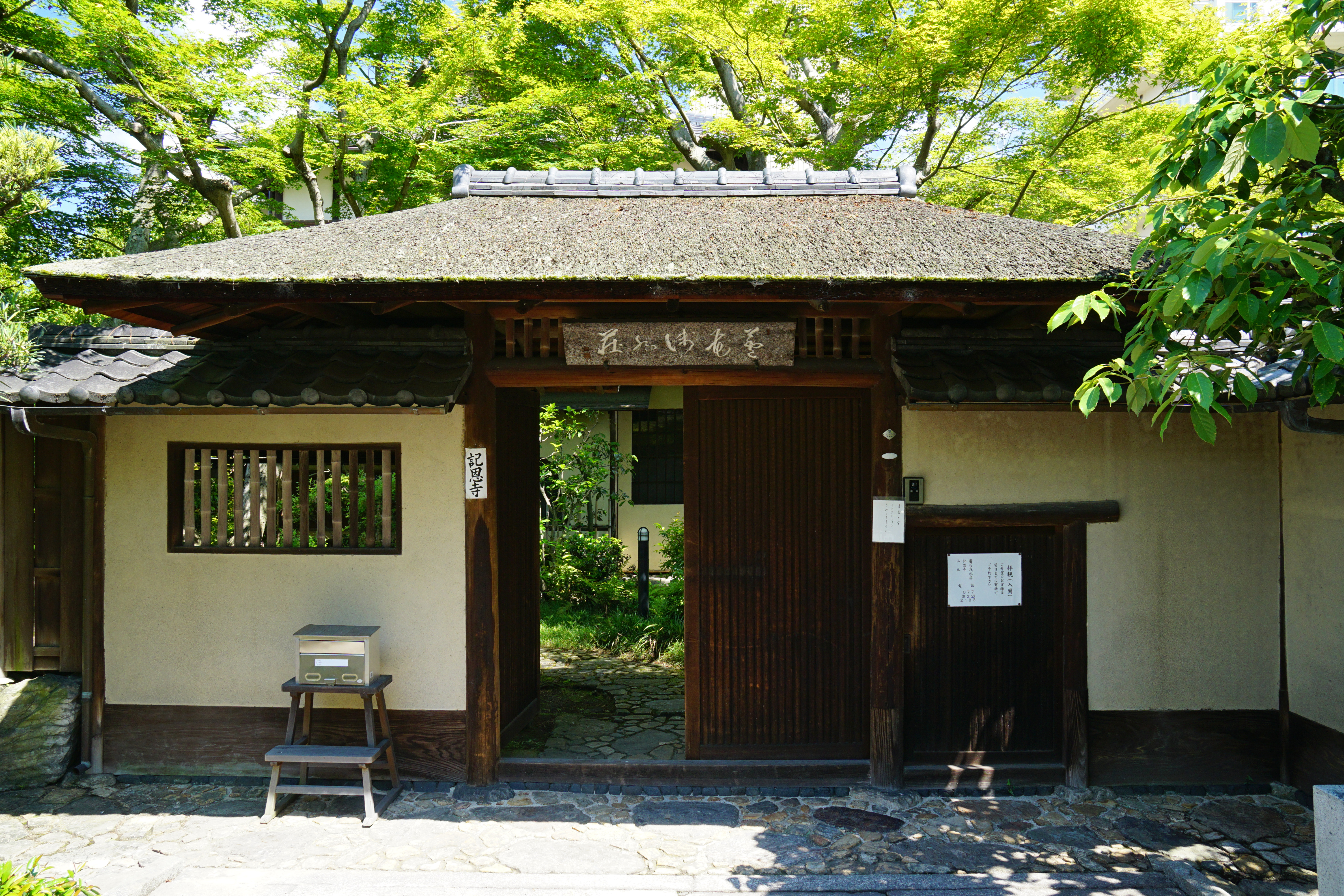
蘆花浅水荘（表門）

  - 大正時代に建てられた日本画家山元春挙の別荘。国の重要文化財。
- 創価学会滋賀文化会館
- 国道1号
- 滋賀県道102号大津湖岸線

## 隣の停留場
京阪電気鉄道
▼石山坂本線
粟津駅 (OT04) - 瓦ヶ浜駅 (OT05) - 中ノ庄駅 (OT06)